# Aramatelqo

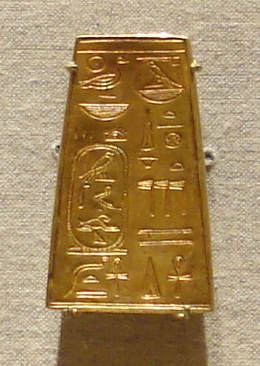
Schmuckstück aus der Pyramide des Herrschers mit seinem Namen, Brooklyn Museum

Aramatelqo war ein nubischer König. Er trägt den ägyptischen Thronnamen Wadjkare.
Er ist hauptsächlich von seiner Pyramide Nu 9 in Nuri bekannt und regierte wohl am Ende des 6. oder im 5. vorchristlichen Jahrhundert. Auf dem Friedhof von Nuri findet sich auch die Pyramide seiner Gemahlin Atamataka (Nu. 55). Eine weitere Gemahlin ist vielleicht Pianchher. Aus Meroe stammen Votivopfer mit seinem Namen.